# Pita de les Sangihe
La pita de les Sangihe (Erythropitta caeruleitorques) és una espècie d'ocell de la família dels pítids (Pittidae) que habita els boscos de les illes Sangihe, al nord-est de Sulawesi.